# (701) Oriola
(701) Oriola es un asteroide perteneciente al cinturón de asteroides descubierto el 12 de julio de 1910 por Joseph Helffrich desde el observatorio de Heidelberg-Königstuhl, Alemania.
Está nombrado por la palabra que designa el género de las oropéndolas.